# William Bouwens van der Boijen
William Bouwens van der Boijen (La Haya, 1834-Jouy-en-Josas, 1907) fue un arquitecto francés de origen neerlandés.

## Biografía
Nacido el 13 de septiembre de 1834 en La Haya, obtuvo la ciudadanía francesa el 4 de octubre de 1868. Fue discípulo de Léon Vaudoyer y Henri Labrouste, así como de la Escuela de Bellas Artes. Ganó el primer premio en el concurso abierto para la construcción del templo protestante en Montpellier, fue nombrado inspector de las obras de restauración y ampliación del Conservatorio de Artes y Oficios de París y se le nombró auditor en el consejo general de edificios civiles durante los años 1861 y 1862.

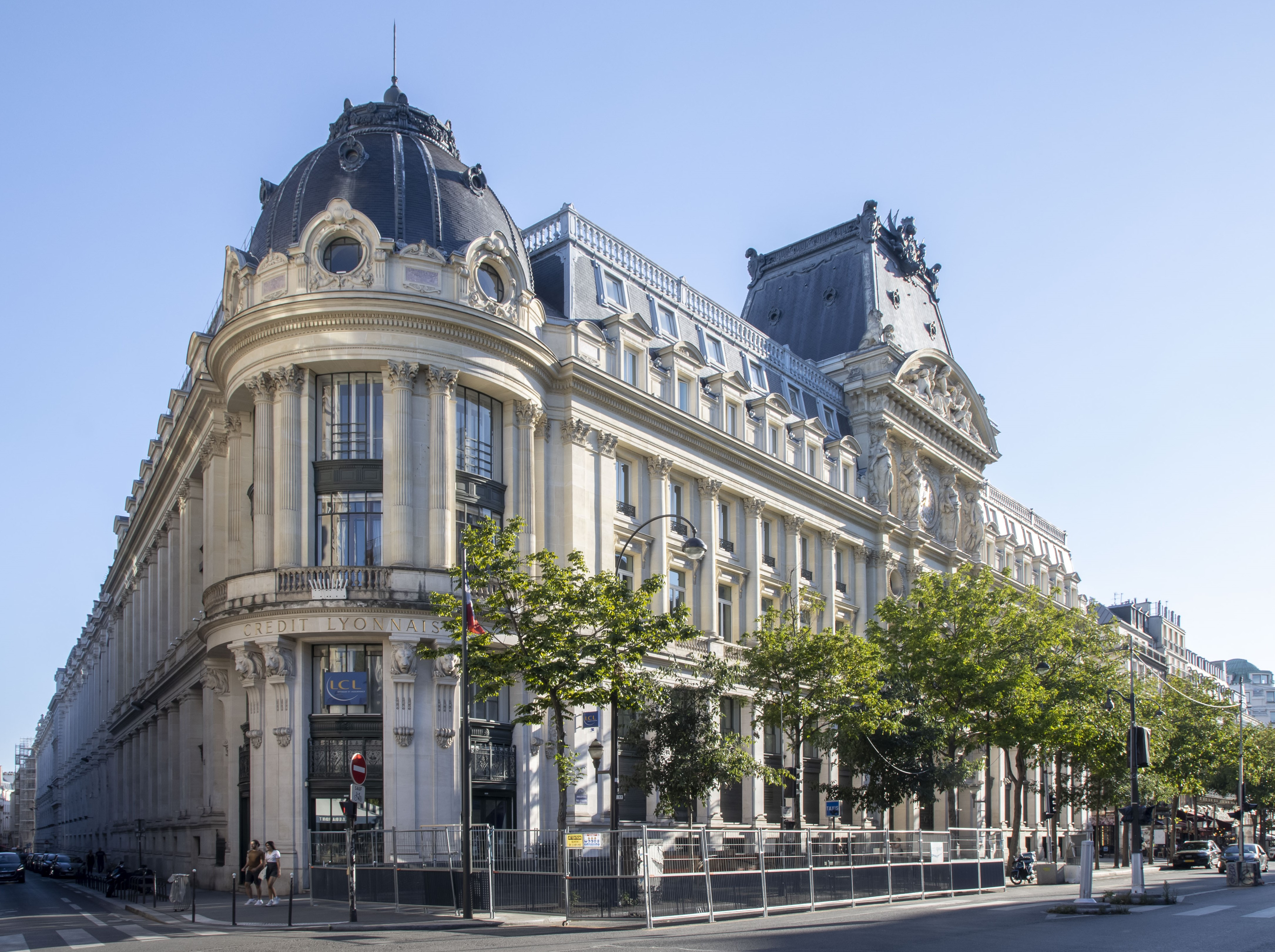
Edificio del Crédit Lyonnais en París

Como arquitecto de clientes particulares, construyó principalmente viviendas suntuosas, en la zona de los Campos Elíseos y el Parque Monceau, entre ellas las pertenecientes a Eugène Pereire, la familia Rothschild, Kann, de la Gándara, Goldschmidt y Cernuschi. También fue arquitecto del edificio del Crédit Lyonnais de París, un edificio ocupado por la compañía financiera del mismo nombre, con vistas al bulevar de los Italianos y a las calles Grammont y de Choiseul, y en el que destacaban, además del amplio vestíbulo, la escalera principal con doble giro alternado de planta circular, y la sala del consejo, ingeniosas disposiciones para la construcción e iluminación de los sótanos, y la calefacción y ventilación de los numerosos servicios del establecimiento bancario.
Ganador en 1875 del premio de la Société Centrale des Architectes por su trabajo arquitectónico privado, fue nombrado caballero de la Legión de Honor en enero de 1878. Falleció en 1907 en Jouy-en-Josas.